# Saison 1 de PJ
Chronologie
Saison 2 de PJ
Cet article présente les six épisodes de la première saison de la série télévisée PJ diffusés pour la première fois sur France 2 du 12 au 26 septembre 1997.

## Épisode 1:Racket
- Numéro : 1 (1.1)
- Scénaristes : Frédéric Krivine, Jean-Dominique de La Rochefoucauld
- Réalisateur : Gérard Vergez
- Première diffusion :
  -  France : 12 septembre 1997 sur France 2
- Invités : Christian Zanetti : Ernest, Laurent Berthet : Albert, Emile Abossolo-M'Bo : Mamadou, Sotigui Kouyaté : Anatole, Gérald Thomassin : Denis, Samy Naceri : Rachid, Smaïl Mekki : Monsieur Majri, Lanitah Srlath : Madame Majri, Béatrice Michel : La cliente, Axel Moine : Simon, Lény Bueno : Aldo, Jonathan Reyes : Sergio, Boubacar Bah : Le môme du parc, Margot Margueritte : Big Joe, Mouloud Rozen : Le flic du squatte, Djombol Hodjinou : Jack, Rémy Roubakha : L'épicier racketté, Pascal Nzonzi : Loum, Fabienne Mai : La vieille folle
- Résumé : Les commerçants du quartier sont victimes de racket, un épicier est gravement blessé car il a refusé de se soumettre aux racketeurs. D'après Ernest, l'indic du capitaine Vincent Fournier, le commanditaire de ces rackets serait un certain Big Joe. De son côté, le lieutenant Bernard Léonetti, essaie de démanteler un réseau de bonneteau. À la P.J., tout le monde attend la venue de la nouvelle recrue, le lieutenant Marie Lopez. Mamadou, le joueur de bonneteau, est attrapé par Bernard qui tente de l'infiltrer dans la bande d'Anatole.
  - Informations sur les personnages : Dans cet épisode, nous apprenons que Marie est originaire de Bagneux. Elle a été en poste pendant cinq ans chez les Bleus à Brest, puis à Nîmes avant d'être mutée à la P.J. Saint Martin en tant que lieutenant. Vincent était marié depuis deux ans, avant que sa femme ne se fasse renverser par un camion, elle est décédée après 16 mois de coma. Bernard vit avec Jeannine, sa femme, cette dernière souhaite vivement déménager car elle trouve le quartier un peu trop bruyant.
  - Anecdotes : La voix du substitut au téléphone n'est autre que celle de Gérard Vergez, le réalisateur de l'épisode. Nous apercevons Samy Naceri (Rachid), bien avant qu'il soit connu grâce à Taxi. Pascal Nzonzi, jouera le rôle d'Oyabi dans l'épisode Chien méchant (9.6).

## Épisode 2:Cambriolage
- Numéro : 2 (1.2)
- Scénaristes : Frédéric Krivine, Jean-Dominique de La Rochefoucauld
- Réalisateur : Gérard Vergez
- Première diffusion :
  -  France : 12 septembre 1997 sur France 2
- Invités : Émile Abossolo M'Bo : Mamadou, Sotigui Kouyaté : Anatole, Axel Moine : Simon, Pascal Nzonzi : Loum, Arnaud Meunier : Le policier, Antoine Scotto : Le SAMU, Isabelle Habiague : Ginette, Jean Grécault : Le vieillard, Irène Hilda : Madame Goldman, Hélène Foubert : Henriette, Joseph Malerba : Robert, Frédéric Cuif : Jeff, Ariane Séguillon : Mélanie, Laurent Gauthier : Batman
- Résumé : Marie et Vincent sont appelés pour un cambriolage ayant mal tourné, le voleur aurait bousculé la propriétaire, Ginette, trente ans, et celle-ci serait tombée depuis le quatrième étage de l'immeuble. Cette dernière est blessée à la colonne vertébrale et ne sent plus ses jambes. L'enquête fait apparaître que l'appel anonyme qui a donné l'alerte a été passé par une vieille dame vivant seule et épiant les moindres faits et gestes de ses voisins. Bernard est embêté car Mamadou, son nouvel indic à qui il a promis des papiers, a reçu trois coups de couteaux dans le ventre ; il est dans le coma dans un service de réanimation à l'hôpital. Il soupçonne naturellement Anatole, un trafiquant du quartier de la P.J. En outre, un trafic de fausses pièces de dix francs s'étend dans secteur.
  - Informations sur les personnages : On apprend que Jeannine, la femme de Bernard, travaille dans un hôpital.
  - Erreur ou incohérence : Le « deux tons » (la sirène) du SAMU n'est pas correct, il s'agit de celui d'une ambulance privée.

## Épisode 3:Expulsion
- Numéro : 3 (1.3)
- Scénaristes : Frédéric Krivine, Jean-Dominique de La Rochefoucauld
- Réalisateur : Gérard Vergez
- Première diffusion(s) :
  -  France : 19 septembre 1997 sur France 2
- Invités : Marie Rousseau, Jean-Claude Leguay : Franck, Jean-Claude Lecas : Monsieur Leclerc, Chantal Banlier : Madame Leclerc, Eric Bonicatto : le concierge, Alain Choquet : l’agent immobilier, Steve Kalfa : Stéphane, Frédéric Hulne : le policier du parking, Jean-Pierre Lazzerini : Didier, Patrick Lizana : Debois, Patrick Paroux : un fonctionnaire
- Résumé : Marie et Vincent interviennent dans un parc de stationnement souterrain où une femme a été violée. Un homme, témoin du viol, est entendu par la suite afin d'avoir des renseignements sur l'agresseur. De son côté, le commissaire Meurteaux est chargé par la préfecture d'effectuer l'expulsion de la famille Leclerc, qui ne paie pas le loyer de son HLM depuis plusieurs mois. Il décide d'envoyer Mourad et Bernard afin que ces derniers puissent convaincre la famille de payer au moins une partie de ses dettes, mais en vain. Mourad essaie de monter un dossier en prenant des photos, car l'appartement est dans un état plus qu'insalubre. Bernard et Jeannine sont sur le point de signer pour un appartement, mais le propriétaire n'aime pas les flics... L'expulsion des Leclerc tourne mal, M. Leclerc ne se laisse pas faire et prend le représentant de la préfecture en otage.
- Informations sur les personnages : Marie nous apprend qu'elle a été violée étant plus jeune, elle n'a pas eu le courage de porter plainte à l'époque. Meurteaux ne cache plus son penchant pour la bouteille.

## Épisode 4:Clandestins
- Numéro(s) : 4 (1.4)
- Scénariste(s) : Jean-Dominique de La Rochefoucauld, Frédéric Krivine
- Réalisateur(s) : Gérard Vergez
- Diffusion(s) :
  -  France : 19 septembre 1997 sur France 2
- Invité(es) : Maryline Even : Valérie, Gabrielle Forest : Elisabeth, Pierre Brichese : Jogger, Eric Nguyen : Léon, Ysé Tran : Mademoiselle Nguyen
- Résumé :

Un Asiatique est retrouvé dans une impasse, presque battu à mort. Grâce à l'aide d'une jeune Vietnamienne, Vincent parvient à démanteler l'atelier clandestin mais, en situation irrégulière, la jeune femme est expulsée. Pendant ce temps, une directrice d'école amène à la PJ une petite fille que sa mère toxicomane n'est pas venue chercher à la fin des classes. Marie retrouve la mère et, après avoir hésité, lui restitue sa fille, malgré l'opposition de l'administration. Vincent tombe amoureux de la jeune Vietnamienne, ce qui provoque la jalousie de Marie.
- Commentaires :

## Épisode 5:Surdose
- Numéro(s) : 5 (1.5)
- Scénariste(s) : Jean-Dominique de La Rochefoucauld, Frédéric Krivine
- Réalisateur(s) : Gérard Vergez
- Diffusion(s) :
  -  France : 26 septembre 1997 sur France 2
- Invité(es) : Judith El Zein : Fanny, Stéphane Jobert : Drecq, Pierre Martot : Commissaire Almasy, Agnès Garreau : Mathilde, Severine Debels : la copine de Mathilde, Michel Such : Jean-Pierre, Farid Fedjer : Benmahklouf, Colette Maire : la concierge
- Résumé :

Une jeune femme est décédée à la suite d'une overdose. Vincent et Marie se chargent de l'enquête et essaient de retrouver son dealer. Bernard retrouve un camarade qui travaille dans une agence immobilière. Il accepte alors de suivre l'épouse de ce dernier, en contrepartie, son ami lui promet un appartement spacieux. Lors de son enquête non officielle, il découvre que la femme de son ami a bien une liaison extra-conjugale mais avec une femme. Pendant ce temps, Mourad console une femme battue par son mari. Cette dernière ne veut pas le quitter et demande à Mourad de lui faire peur, afin qu'il arrête de lever la main sur elle.
- Commentaires :

## Épisode 6:Piège
- Numéro(s) : 6 (1.6)
- Scénariste(s) : Jean-Dominique de La Rochefoucauld, Frédéric Krivine
- Réalisateur(s) : Gérard Vergez
- Diffusion(s) :
  -  France : 26 septembre 1997 sur France 2
- Invité(es) : Judith El Zein : Fanny Drecq, Stéphane Jobert : Monsieur Drecq, Muriel Paradis : le substitut, Patrick Raynal : Moliterni, Jean-Marc Lebars : Georges, François Gamard : Hector, Francois Hauteserre : le serveur, Jérémie Banster : le petit ami, Jean-Pierre Loustau : Vignal, Pierre Martot : Almasy
- Résumé :

Le dossier sur lequel travaille le Capitaine Vincent Fournier lui a été retiré par ses supérieurs sur l'ordre de la brigade des Stups. Vincent n'accepte pas cette décision et décide de continuer son enquête. Pour arriver à ses fins, il installe des micro-émetteurs chez la personne qui est suspectée de vol.
- Commentaires :